# Apple M3
Apple M3は、Appleが2023年10月30日にSpecial Eventで発表したARMアーキテクチャチップ（SoC）のAppleシリコン。
2023年11月発売のMacBook Pro (14-inch, Nov 2023)、iMac (24-inch, 2023)、2024年3月発売のMacBook Air (13-inch, Mar, 2024), (15-inch, Mar, 2024)、2025年3月発売のiPad Air (M3)に搭載されている。
TSMCの3nmプロセスN3Bを採用し、250億個のトランジスタにより、8コアCPU、8,コア, 9または10コアのGPU、16コアNeural Engine、メディアエンジン（新たにAV1デコーダー搭載）、Secure Enclave、8GB, 16GBまたは24GBのLPDDR5-6400によるユニファイドメモリを実装する。

## 設計
公式発表によると、M3は前世代のM2と比較して
- CPU分野
  - 同じ電力レベルで高性能コア性能を15%高速化、高効率コア性能を30%高速化
- GPU分野
  - GPUコアのマイクロアーキテクチャを刷新
  - 最大10コア
  - ハードウェアアクセラレーテッドレイトレーシング新規搭載
  - ハードウェアメッシュシェーダー新規搭載
  - Dynamic Cachingによるメモリ最適化
- Neural Engine分野
  - 演算回数の15%高速化

を実現しているという。

### CPU
「高性能コア」のクロック周波数は最大4.05 GHz、「高効率コア」のクロック周波数は最大3.5 GHzとなっている。

## 搭載モデル
- MacBook Air (13-inch, M3, 2024)
- MacBook Air (15-inch, M3, 2024)[6]
- MacBook Pro (14-inch, M3, Nov, 2023)
- iMac (24-inch, 2023)
- iPad Air (M3)

## 関連する同世代SoC
以下の表はA17, M3ファミリー、GPUがApple family 9であり、TSMC 3nmで製造される各種SoCを示している。
| チップ名 | CPUコア数（高性能+高効率） | GPUコア数      | メモリ (GB) | トランジスタ数 |
| -------- | -------------------------- | -------------- | ----------- | -------------- |
| A17 Pro  | 6 (2+4)                    | 6              | 8           | 190億          |
| M3       | 8 (4+4)                    | 10             | 8 - 16 - 24 | 250億          |
| M3 Pro   | 11 (5+6)                   | 14             | 18 - 36     | 370億          |
| M3 Pro   | 12 (6+6)                   | 14             | 18 - 36     | 370億          |
| M3 Pro   | 18                         |                | 18 - 36     | 370億          |
| M3 Max   | 14 (10+4)                  | 30             | 18 - 36     | 920億          |
| M3 Max   | 16 (12+4)                  | 30             | 18 - 36     | 920億          |
| M3 Max   | 40                         | 48 - 64 - 128  |             | 920億          |
| M3 Ultra | 28 (20+8)                  | 60             | 96 - 256    | 1840億         |
| M3 Ultra | 32 (24+8)                  | 60             | 96 - 256    | 1840億         |
| M3 Ultra | 80                         | 96 - 256 - 512 |             | 1840億         |